# Halle (Severní Porýní-Vestfálsko)
Halle je město v německé spolkové zemi Severní Porýní-Vestfálsko. Leží v zemském okrese Gütersloh a je součástí vládního obvodu Detmold.
Město se skládá z šesti městských částí, přičemž střed města tvoří vlastní Halle a části Oldendorf a Gartnisch. Künsebeck je průmyslové předměstí a Bokel, Hesseln, Hörste a Kölkebeck jsou větší zemědělské vesnice, zatímco Eggeberg a Ascheloh jsou menší vesnice. V roce 2013 zde žilo přes 21 tisíc obyvatel.
Od roku 1993 v areálu kolem arény OWL probíhá travnatý tenisový turnaj mužů Halle Open.